# Азімов Сарвар Алімджанович
Сарвар Алімджанович Азімов (20 травня 1923, місто Джизак, тепер Узбекистан — 1994, місто Ташкент, Узбекистан) — радянський узбецький державний діяч, письменник, дипломат, заступник голови Ради міністрів Узбецької РСР, міністр закордонних справ Узбецької РСР. Депутат Верховної ради Узбецької РСР. Депутат Верховної Ради СРСР 11-го скликання. Доктор філологічних наук.

## Життєпис
У 1946 році закінчив філологічний факультет Середньоазіатського державного університету.
У 1946—1949 роках — відповідальний редактор радіокомітету Узбецької РСР.
У 1949—1954 роках — науковий співробітник Літературного музею, завідувач сектору, заступник директора науково-дослідного інституту мови та літератури імені Пушкіна Академії наук Узбецької РСР.
Член КПРС з 1953 року.
У 1954—1955 роках — заступник завідувача, в 1955—1956 роках — завідувач відділу науки і культури ЦК КП Узбекистану.
У 1956—1957 роках — 1-й секретар правління Спілки письменників Узбекистану.
У 1957—1959 роках — міністр культури Узбецької РСР.
У 1959 — 27 травня 1969 року — заступник голови Ради міністрів Узбецької РСР.
Одночасно, в 1959 — 27 травня 1969 року — міністр закордонних справ Узбецької РСР.
20 травня 1969 — 17 жовтня 1974 року — надзвичайний та повноважний посол СРСР у Лівані.
5 грудня 1974 — 11 липня 1980 року — надзвичайний та повноважний посол СРСР у Пакистані.
У 1980—1988 роках — 1-й секретар правління Спілки письменників Узбекистану, секретар правління Спілки письмеників СРСР.
У 1988—1991 роках — міністр закордонних справ Узбецької РСР. 
У 1990—1991 роках — член Президентської ради Узбецької РСР.
З 1991 року — на пенсії в місті Ташкенті.
Помер 23 лютого 1994 року в Ташкенті.

## Творчість

### П'єси
- «Кривавий міраж» (1964)
- «Я бачу зірки» (1966)
- «Драма століття» (1968)

### Повісті та оповідання
- «Веселка» (1964)
- «Два серця — два світи» (1967).
- «Зіркоока» (1968).

### Кіносценарії
- «Аркуш із блокнота» (у співавторстві з М. Рожковим) (1965)
- «Сини Вітчизни» (у співавторстві з М. Рожковим) (1968)

## Нагороди
- орден Жовтневої Революції (1983)
- три ордени Трудового Червоного Прапора
- медалі
- Заслужений діяч науки Узбецької РСР (1973),
- Народний письменник Узбекистану (1983)